# غاف ملتوي
غاف ملتوي (الاسم العلمي: Prosopis flexuosa)، المعروف أيضًا باسم المسكيت الملتوي ومجموعة متنوعة من الأسماء العامية الإسبانية بما في ذلك الغَروبو الحلو "الخروب الحلو" (algarrobo dulce) و الغَروبو الأسود، هو نوع من الأشجار المُزهرة من جنس الغاف وفصيلة البقولية. توجد في المناطق القاحلة وشبه القاحلة في الأرجنتين وبوليفيا وتشيلي، بما في ذلك غران تشاكو الغربية وصحراء مونتي، وهو نبات بائِن ومميز في المنطقة. تستخدم أخشابه في البناء وفحمًا ووقودًا ويأكل البشر والماشية ثمارها.